# Ш̆
Cette page contient des caractères spéciaux ou non latins. S’ils s’affichent mal (▯, ?, etc.), consultez la page d’aide Unicode.
Ш̆ (minuscule : ш̆), appelé cha brève, est une lettre additionnelle de l’alphabet cyrillique qui a été utilisée en abkhaze au début du XXe siècle. Elle est composée du cha ‹ Ш › diacrité d’une brève.

## Utilisations
Le ш̆ est utilisé dans plusieurs alphabets cyrilliques abkhazes, dont notamment :
- l’alphabet de Peter von Uslav 1862 ;
- l’alphabet de Gulia et Machavariani 1892 ;
- l’alphabet de Tchotchoua 1909.

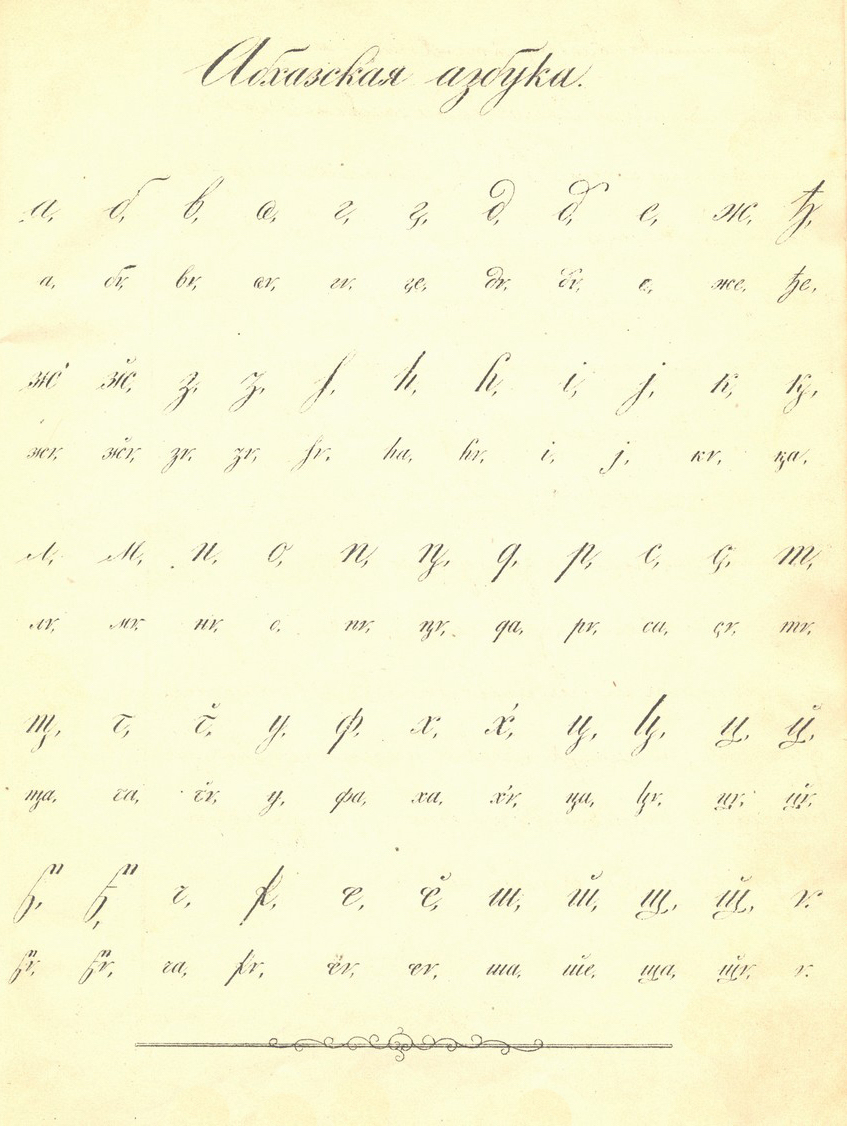
Alphabet abkhaze dans von Uslar 1862.
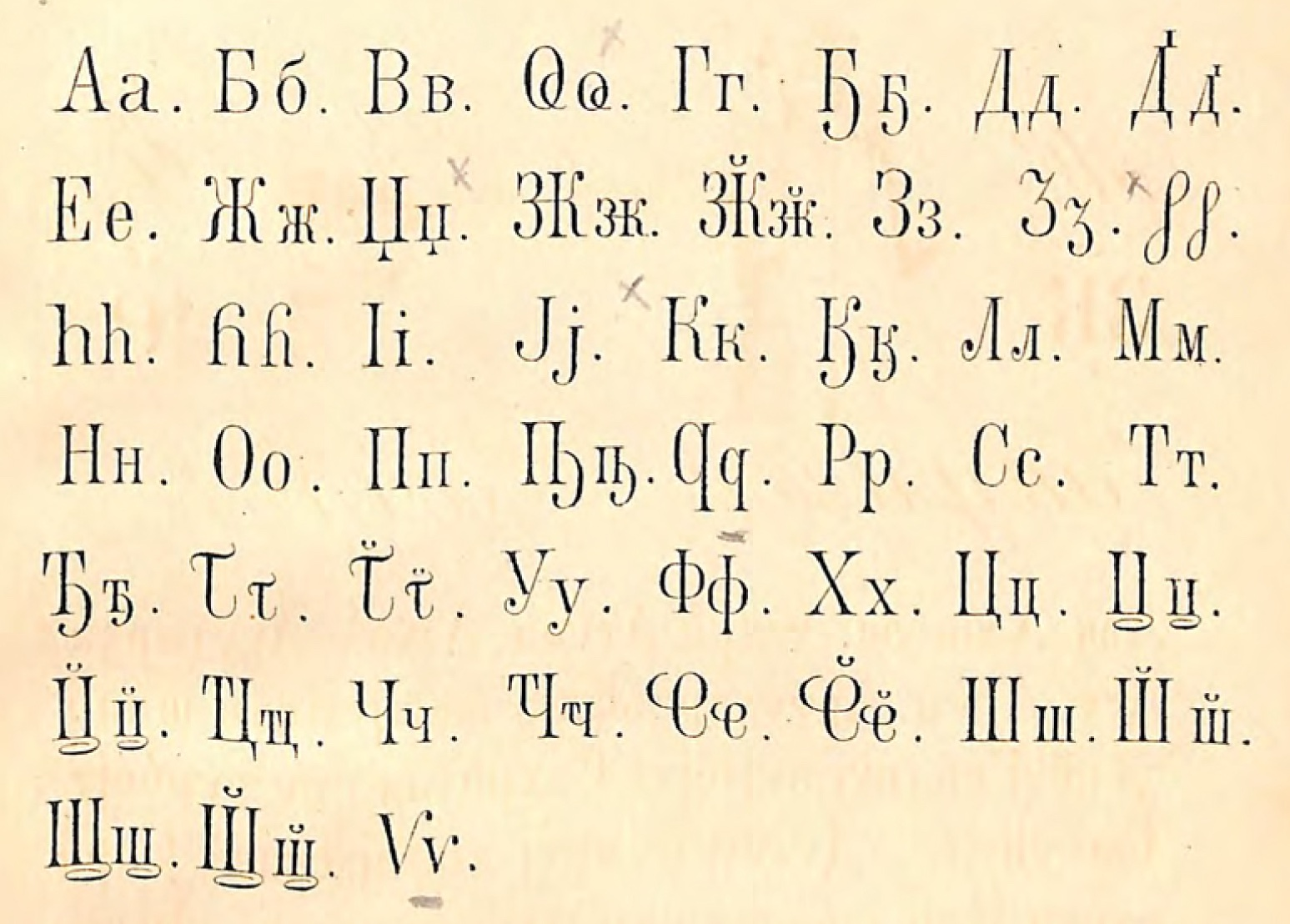
Alphabet abkhaze dans Gulia et Machavariani 1892.
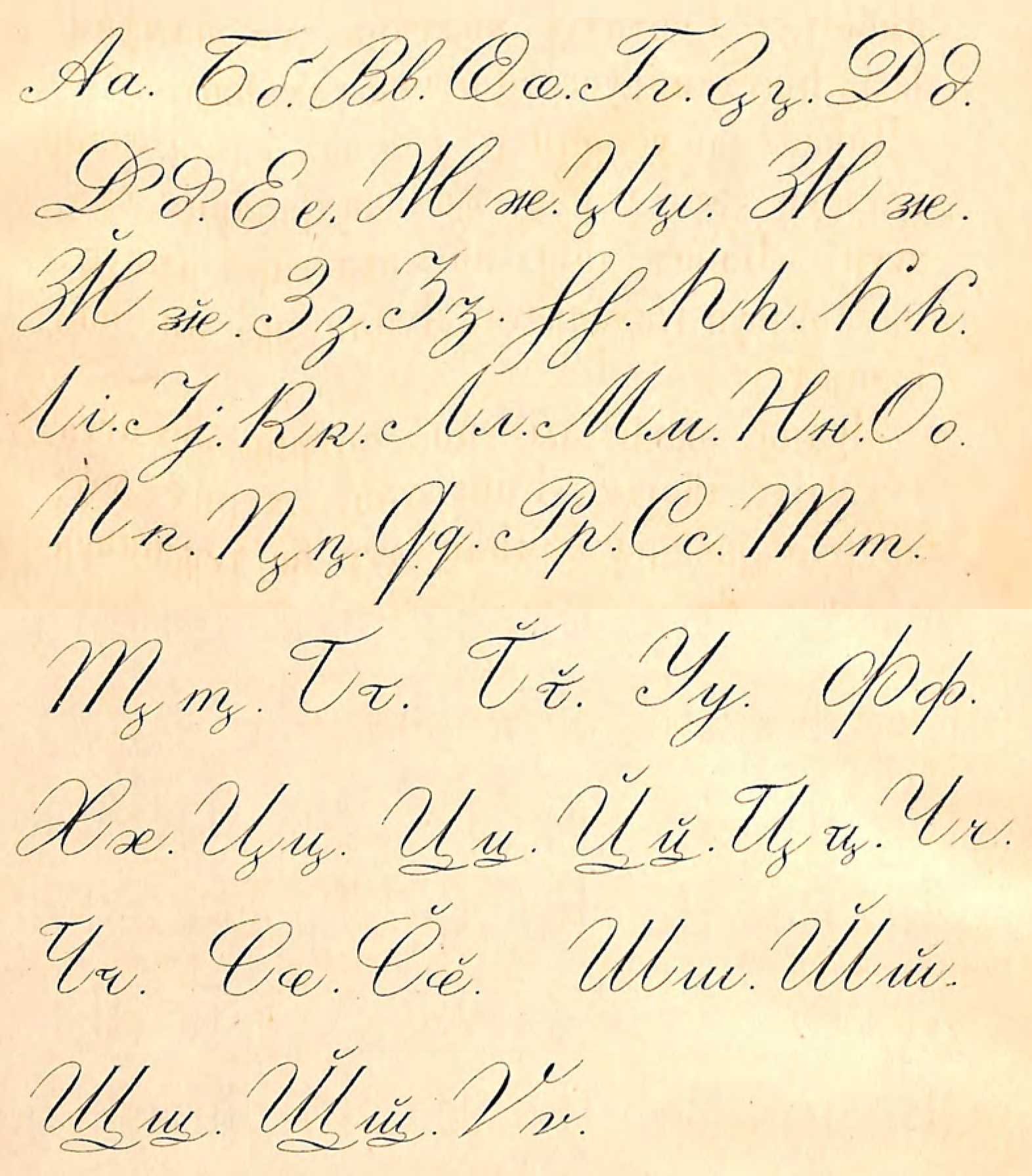
Alphabet abkhaze en écriture cursive dans Gulia et Machavariani 1892.
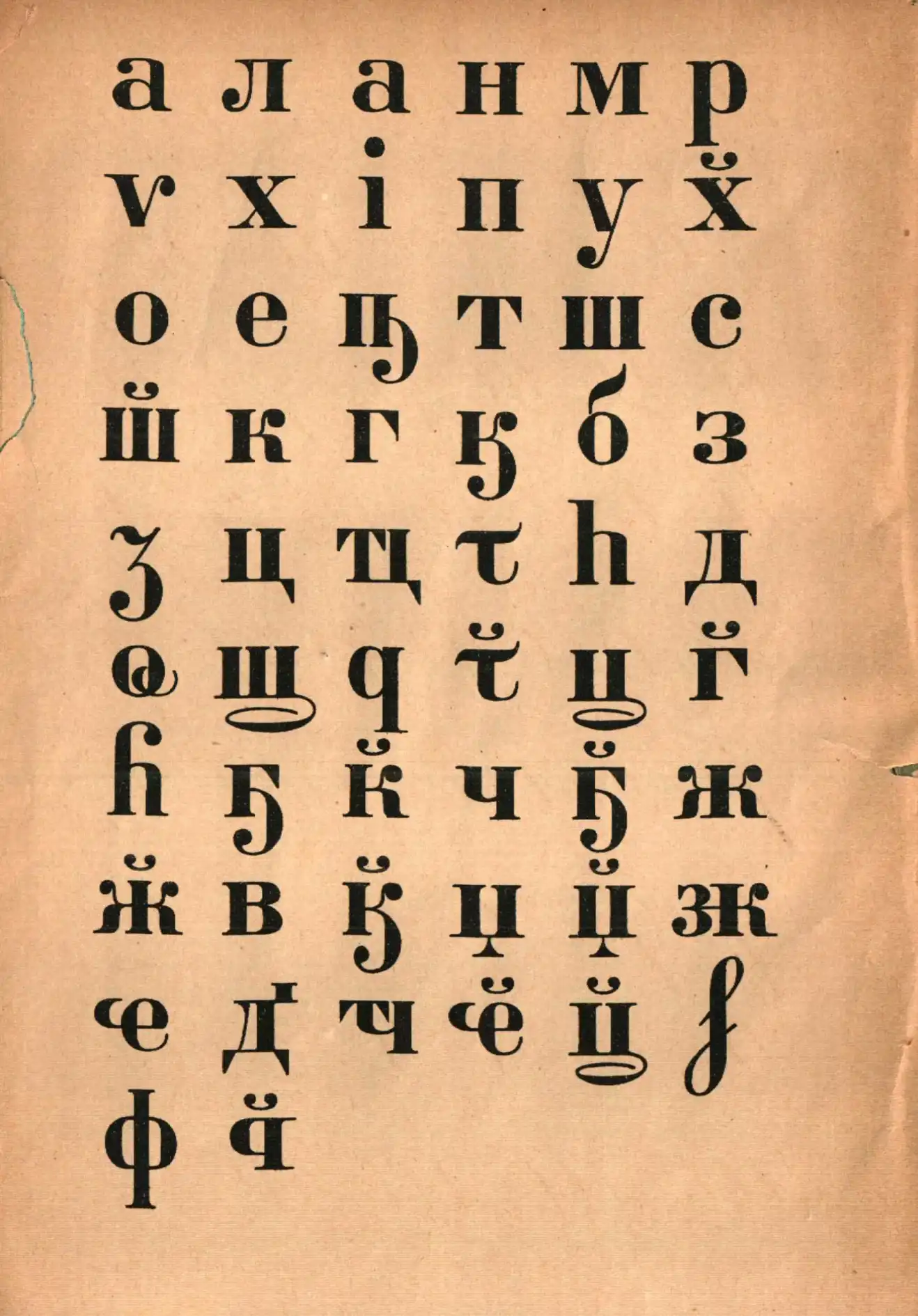
Alphabet abkhaze dans Tchotchoua 1909.

## Représentation informatique
Le cha brève peut être représenté avec les caractères Unicode suivants :
- décomposé (cyrillique, diacritiques) :

| formes    | représentations | chaînes de caractères | points de code | descriptions                                      |
| --------- | --------------- | --------------------- | -------------- | ------------------------------------------------- |
| capitale  | Ш̆               | Ш◌̆                    | U+0428 U+0306  | lettre majuscule cyrillique cha diacritique brève |
| minuscule | ш̆               | ш◌̆                    | U+0448 U+0306  | lettre minuscule cyrillique cha diacritique brève |